# Pierściec (stacja kolejowa)
Pierściec – stacja kolejowa w Pierśćcu, w województwie śląskim, w Polsce. Znajduje się na wysokości 289 m n.p.m.

## Historia
Stacja kolejowa w Pierśćcu została otwarta w 1927 roku. Wzniesiono murowany budynek dworcowy o architekturze modernistycznej, w którym umieszczona została poczekalnia i kasa biletową oraz pomieszczenia dla dyżurnego ruchu. Dodatkowo w budynku dworcowym zlokalizowana była nastawnia, z której obsługiwany był przejazd kolejowo-drogowy. Początkowo na stacji umieszczono dwa perony z nawierzchnią z płyt chodnikowych. Oprócz dwóch torów mijankowych na stacji kolejowej była dodatkowo zlokalizowana bocznica, a przy torze przebiegającym obok budynku dworcowego rampa załadunkowo-wyładunkowa. Podczas kompleksowej modernizacji stacji kolejowej wybudowano nowy peron wyspowy, natomiast bocznica została zlikwidowana. Zmodernizowana mijanka została udostępniona w listopadzie 2020 roku. W grudniu 2020 roku sterowanie przeniesiono do Skoczowa.
Decyzją z 9 kwietnia 2024 budynek dworca kolejowego został wpisany do rejestru zabytków nieruchomych województwa śląskiego (nr rej. A/1376/24).

## Ruch pasażerski
| Rok  | Wymiana pasażerska na dobę |
| ---- | -------------------------- |
| 2017 | 20-49                      |
| 2022 | 50-99                      |